# پیوند (جراحی)

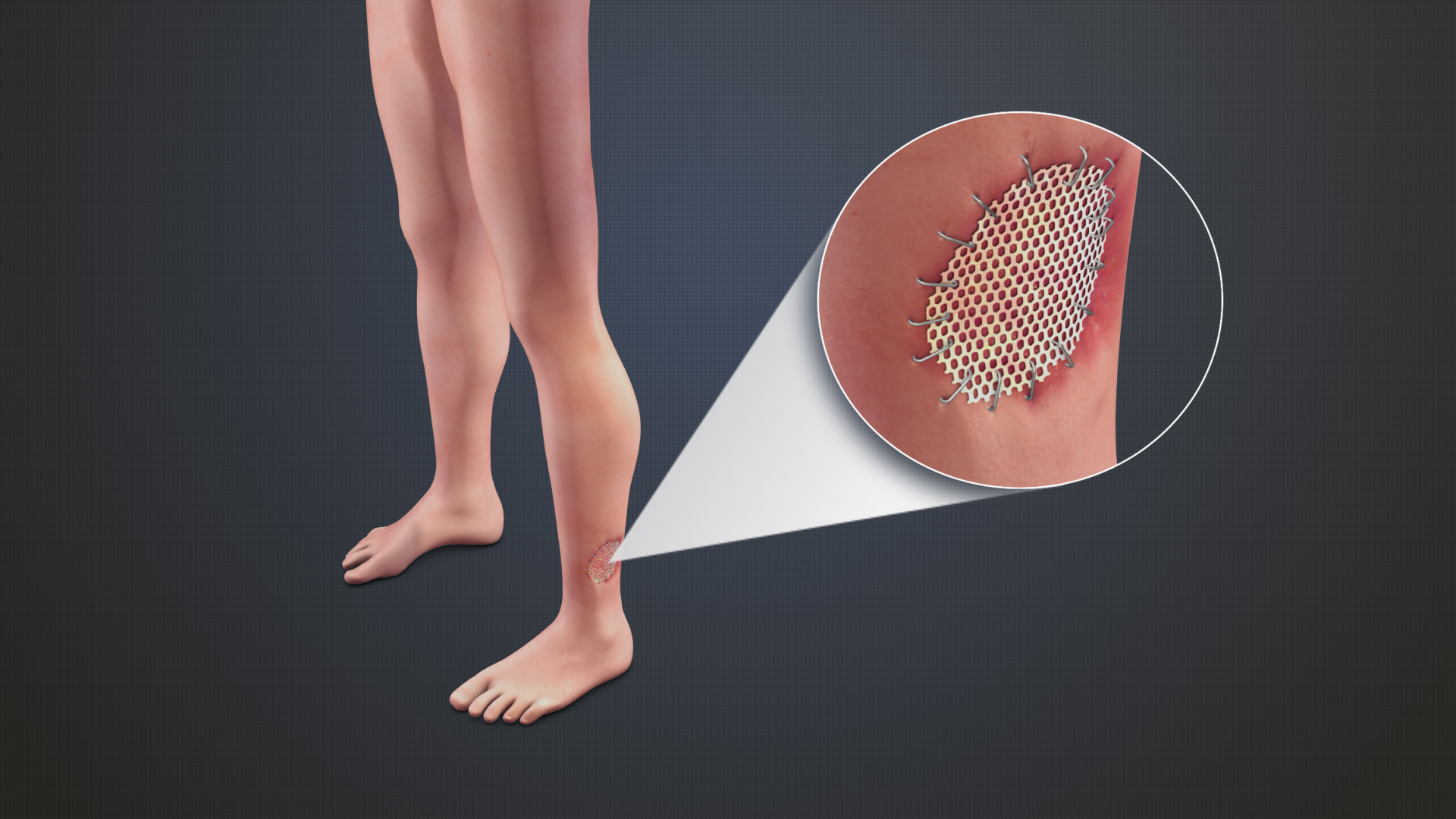
فرایند پیوند پوست تازه را روی زخمی با پوست آسیب‌دیده قرار می‌دهد.

پیوند (به انگلیسی: Graft) یا پیوند زدن (Grafting) به یک روش جراحی برای انتقال بافت از یک محل به محل دیگر در بدن، یا از جانداری دیگر، بدون اینکه خونش را با خود بیاورد گفته می‌شود. در عوض، یک منبع خونی جدید پس از قرار دادن آن رشد می‌کند. روش مشابهی که در آن بافت با خون سالم منتقل می‌شود فلپ نامیده می‌شود. در برخی موارد، پیوند می‌تواند یک وسیله مصنوعی باشد. نمونه‌هایی از این لوله برای انتقال جریان خون از طریق یک لوله یا از سرخرگ به سیاهرگ برای استفاده در همودیالیز است.

## دسته‌بندی
خودپیوندها و همسان‌پیوندها معمولاً خارجی در نظر گرفته نمی‌شوند و بنابراین باعث پس‌زدن پیوند نمی‌شوند. خودپیوندها و همسان پیوندها و دگرپیوندها ممکن است توسط گیرنده خارجی تشخیص داده شود و رد شود.
- خودپیوند: پیوندی که از یک بخش از بدن یک فرد گرفته می‌شود و به بخش دیگری در همان فرد پیوند زده می‌شود، مثلاً پیوند پوست.
- پیوند همسان: پیوندی که از یک فرد گرفته می‌شود و روی فرد دیگری با ساختار ژنتیکی همسان قرار می‌گیرد، به عنوان مثال، پیوند بین دوقلوهای همسان.
- پیوند آلوژنیک: پیوند گرفته شده از یک فرد که روی یک عضو ژنتیکی ناهمسان از همان گونه قرار داده شده‌است.
- پیوند دیگرپیوند: پیوند گرفته‌شده از یک فرد بر روی فردی وابسته به گونه دیگر، به عنوان مثال، جانور به انسان.

## انواع پیوند
اصطلاح پیوند معمولاً برای پیوند پوست به کار می‌رود، با این حال بافت‌های زیادی را می‌توان پیوند زد: پوست، استخوان، اعصاب، زردپی‌ها، نورونها، رگ‌های خونی، چربی و قرنیه بافتهایی هستند که امروزه معمولاً پیوند می‌زنند.

## نشانه‌ها
- از دست دادن پوست زیاد به دلیل عفونت
- می‌سوزد
- جراحی سرطان پوست[۲]
- بیماری مزمن بافت همبند[۳]

## دلایل شکست
- ایجاد هماتوم زمانی که پیوند روی یک خونریزی فعال قرار می‌گیرد
- عفونت
- توسعه سروما
- نیروی برشی رشد خون‌رسانی جدید را نارس می‌سازد
- بستر نامناسب برای رشد خون جدید مانند غضروف، تاندون یا استخوان